# Hänischmühe
Hänischmühe ist eine Ortslage der Gemeinde Jonsdorf in Sachsen.

## Geografie
Hänischmühe befindet sich im Zittauer Gebirge am nördlichen Fuße des Jonsberges im Tal des Grundbaches, etwa einen Kilometer nordöstlich von Jonsdorf. Nordwestlich erhebt sich der Kieferberg und im Westen der Hieronymusstein. Südlich von Hänischmühe liegt die Haltestelle Jonsdorf der Zittauer Schmalspurbahn.
Nachbarorte sind Bertsdorf im Nordosten, Olbersdorf im Osten, Oybin im Süden, Jonsdorf im Südwesten, Saalendorf im Westen sowie Neuschönau im Nordwesten.

## Geschichte

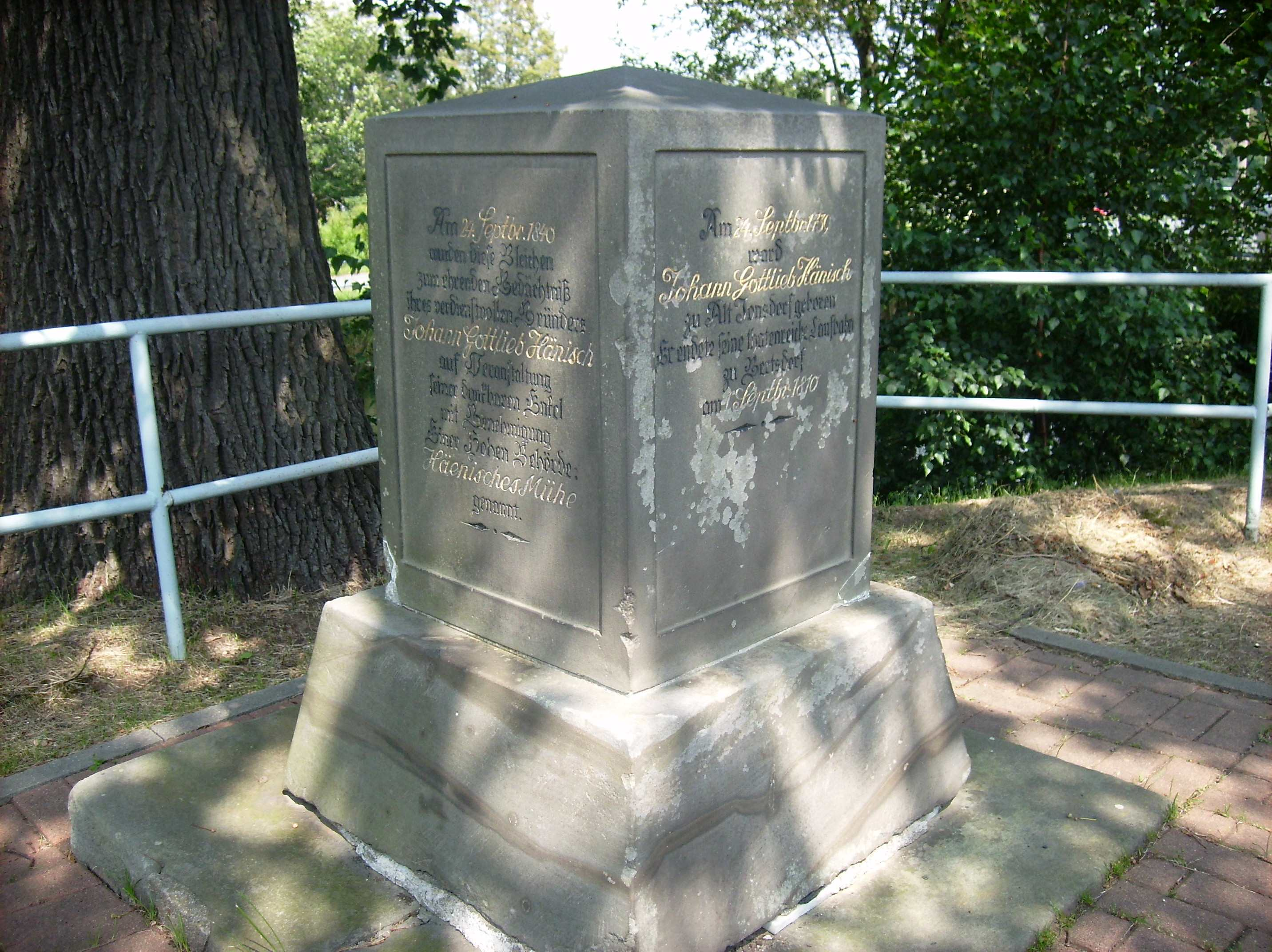
Denkmal für J. G. Hänisch

Hänischmühe wurde 1772 durch den Jonsdorfer Bleichermeister Johann Gottlieb Hänisch (1739–1810) gegründet. Hänisch, der 1760 bereits auf Jonsdorfer Flur eine Bleiche errichtet hatte, errichtete einen zweiten Betrieb mit Bleichgärten in einem Sumpfwaldgebiet auf Bertsdorfer Flur, nachdem zur Blütezeit der Oberlausitzer Leineweberei immer mehr Garn zum Bleichen nach Böhmen verschickt werden musste und sein florierender Jonsdorfer Betrieb die Aufträge nicht mehr bewältigen konnte. Zusammen mit seinem Sohn und vier Schwiegersöhnen betrieb Hänisch das Unternehmen, das jährlich für 5000 Schock leinerne Garne bleichte. Um die Bleiche entstand eine Kolonie.
Die Musiker-Gebrüder Friedrich, Johann und Gottlieb Schneider regten 1840 bei der Beerdigung ihres Vaters Johann Gottlob Schneider an, die unbenannte Kolonie nach ihrem Gründer zu benennen. Diesem Wunsch schloss sich auch Hänischens letzte noch lebende Tochter an und schlug den Namen Hänisches Mühe vor. Am 24. September 1840 erhielt die Kolonie an der Bleiche den Namen Hänischmühe. 1869 entstand der Gasthof Weißer Stein. Im Jahre 1890 entstand südlich von Hänischmühe die Schmalspurbahn von Zittau nach Jonsdorf. Damit begann auch die touristische Erschließung des Ortes.
1897 kaufte die Julius Langes Leinen-Industrie AG die Bleiche in Hänischmühe. 1919 wurde die Bleiche an die Textilfabrik von Hermann Schubert in Zittau angegliedert, zu der sie bis zur Enteignung im Jahre 1945 gehörte. Am 1. Januar 1957 wurde die Ansiedlung Hänischmühe von Bertsdorf nach Jonsdorf umgemeindet.